# 元鹤荡
元鹤荡是一个位于中国江苏省吴江市的湖泊，面积约为2.5平方千米，平均水深约为1.5米。